# KBS大河劇
KBS大河劇（韓語：한국방송공사 대하드라마/韓國放送公社 大河드라마）是韓國KBS（KBS 1TV、KBS 2TV）於每週六、日晚上9時40分播映時代劇的時段。

## 概要
「大河劇」一詞源自於日本，指NHK制作并播出的一系列时代剧。KBS大河剧大多以朝鮮時代為題材，其次則是三國時代、後三國時代與近代。但因近年來收視率不振的關係，且在故事上虛構部份頗多，遭到非議的地方也不少，其中歪曲歷史成為主要的批判點。韓國於70年代尾便開始使用「大河劇」此一名詞，而KBS是在1979年11月正式開設「大河劇」檔期，首部作品為週一播出的《土地》（1979年版）。然而，週末播出的史劇是自1981年《大命》才冠上「大河劇」之名，且剛開始時仿效日本NHK，一年內播出完畢。與NHK不同，NHK大河劇通常只播出1年內50集多，而KBS大河劇1年內播出100集多。
1980年代中期至90年代初，當時的KBS大河劇多根據當時的小說發展虛構劇情，從1982年到1994年播出的15部大河劇系列中，有10部改編自當時的小說。80年代尾，以朴景利為原作《土地》之大河劇播出，帶動了韓國國內制作的歷史小說改編時代劇。
90年代至2000年代的大河劇中，1996年的《龍之淚》、1998年的《王與妃》、2000年的《太祖王建》、2004年的《不滅的李舜臣》、2006年的《漢城1945》及《大祚榮》播出時，成為了熱門話題。
2009年，《千秋太后》播出期間改為於KBS 2TV播出。同年，由於KBS的財政問題，《千秋太后》最終於1年內播畢，並因製作費用出現赤字而刪減集數。此後，KBS大河劇以50集為製作基準。2015年2月5日，KBS社長於《懲毖錄》製作發表會表示，「為了半年之後的費用而開始製作，從今年起播完後大河劇暫時廢止」，然而，此時段依然於2016年推出接檔劇《蔣英實》。但在此之後，KBS於2017年開始因財政狀況惡化，加上大河劇製作費用高昂及難以置入廣告，決定停止製作大河劇。
然則，在停止大河劇製作後，觀眾一直認為KBS是公營機構，有播放正統史劇的責任。同時，KBS亦希望調高收視費，因此亦以恢復大河劇為承諾吸引支持。2021年，大河劇恢復製作。

## 作品列表

### 1980年代
| 部次 | 播放日期                       | 劇集名稱   | 集數 | 主演                                                         | 編劇                     | 導演            | 原作                 | 備註 |
| 1    | 1979年11月5日－ 1980年12月31日 | 土地       | 29   | 黃正雅、韓惠淑、白潤植、鄭愛利、鄭東煥、鄭永淑、閔旭、徐仁錫 | 尹赫民、朴炳雨           | 李正勳、金弘鍾  | 朴景利《土地》       | |
| 2    | 1981年1月25日－ 1981年12月28日 | 大命       | 50   | 金興基、元美京、白潤植                                       | 李哲鄉                   | 高成源          | 不適用               | - 講述朝鮮王朝被清朝征服後，朝鮮孝宗的事迹。 - 此劇是極少數描述孝宗事蹟的史劇，但現今只餘下四集（第1集、26集、49集、50集）有影片存世，因此中間的劇情已無從得知。                                                           |
| 3    | 1982年1月10日－ 1982年12月26日 | 風雲       | 51   | 李純才、金姈愛、朴七用、任革                                 | 辛奉承                   | 黃垠軫          | 柳周鉉《大院君》     | 講述朝鮮王朝大院君的故事。 |
| 4    | 1983年1月2日－ 1983年12月18日  | 開國       | 49   | 林東真、林赫、申久                                           | 李恩成                   | 張亨一          | 李台元《開國》       | 講述講述李成桂建立朝鮮王朝的故事。 |
| 5    | 1984年1月1日－ 1984年12月30日  | 獨立門     | 44   | 林赫、丁允姬                                                 | 李哲鄉                   | 張基五          | 不適用               | 講述李氏朝鮮末年東學黨起義先鋒全琫準，與親日派女子裴貞子的故事。 |
| 6    | 1985年2月17日－ 1985年12月29日 | 清晨       | 46   | 申久、李致雨、朴炳浩                                         | 金教植 → 金何林 → 吳在昊 | 李振旭 → 洪成龍 | 不適用               | - 光復40週年大河劇。 - 講述韓國獨立於1948年獨立前後的故事。 |
| 7    | 1986年10月25日－ 1987年5月31日 | 金礦       | 61   | 韓惠淑、金鎮泰                                               | 朴炳宇                   | 李鍾洙          | 鮮于輝《金礦》       | 虛構作品 以平安北道定州郡南山谷為背景，講述朝鮮末年到韓戰時期，本是貧苦農民，但在金礦工作期間偷偷把黃金偷走致富的金道洽家族，及愛國志士林重燮和崔實端的女兒成姬的故事。                                                    |
| 8    | 1987年6月6日－ 1987年10月17日  | 梨花       | 36   | 金素娟、劉東根、鄭夏浣                                       | 金明                     | 金在衡          | 魯普乙《梨花》       | 虛構作品 講述在東學黨起義至大韓帝國成立期間，在混亂的社會下的愛情故事。 |
| 9    | 1987年10月24日－ 1989年8月6日  | 土地       | 103  | 崔秀知、尹承元、林東真、潘曉靜                               | 金何林、金元錫           | 朱一晴          | 朴景利《土地》       | 虛構作品 - 以慶尚南道河東郡為背景，講述大地主崔參判家族的沒落和東山再起，和李龍一家的三代家族史。 - 此劇描繪1897年朝鮮王朝結束至1945年韓國獨立前，傳統社會的崩潰和新浪潮湧入，處於動盪的時代下的韓國人民生活。             |
| 10   | 1989年9月3日－ 1990年9月9日    | 流動的歷史 | 54   | 張美姬、柳仁村                                               | 朴炳宇                   | 李鍾洙          | 韓戊淑《流動的歷史》 | 虛構作品 - 以日治時期為背景，講述在日治時期末年經受磨難，年輕人在失去國家的悲痛中苦惱的故事。 - 原定下半部份以上海臨時政府為舞臺展開故事，因演員李慧英與電影演出日程重疊，後退出劇集影響了節目的整體製作而放棄原定的情節。 |

### 1990年代
| 部次 | 播放日期                        | 劇集名稱     | 集數 | 主演                                   | 編劇                   | 導演                           | 原作                   | 備註 |
| 11   | 1990年9月16日－ 1990年12月16日  | 黎明的日子   | 13   | 申久、李榮厚、朴炳浩、白駿基、田光烈   | 金教植                 | 李綠營                         | 不適用                 | - 講述韓國在解放前至韓戰爆發間，在1945年至1950年間發生的史事。 - 劇情有描繪在滿洲一帶活躍的民族主义者和驻满洲日军军官朴正熙，以及蘇军軍官金日成的故事。                                                   |
| 12   | 1991年1月6日－ 1991年10月5日    | 王道         | 34   | 金永哲、康石雨、鄭永淑、金慈玉         | 金明                   | 金在衡                         | 劉賢鍾《王道》         | 講述在朝鮮正祖時期，享有絕對權力的大臣洪國榮、正祖及思悼世子的故事。 |
| 13   | 1991年10月12日－ 1992年3月28日  | 風花不曾凋謝 | 25   | 申惠琇、鄭愛利                         | 李哲鄉                 | 廉賢燮                         | 柳岸津《風花不曾凋謝》 | 虛構作品 講述慶尚道安東市的兩班家族沈夫人，和孫女石宇在日本帝國主義下經歷的悲劇，不得不順應歷史而行的艱苦故事。                                                                                           |
| 14   | 1992年4月12日－ 1993年4月17日   | 三國記       | 50   | 徐仁錫、趙卿煥、劉東根、任秉基、林赫   | 劉賢鍾                 | 安英東                         | 李南敎《三國記》       | 講述朝鮮三國時代末期，高句麗、百濟、新羅、唐朝及飛鳥時代的歷史故事，以及黃山伐戰鬥及安市城之戰等重大事件的經過。                                                                                          |
| 15   | 1993年4月24日－ 1994年4月16日   | 黎明         | 39   | 夏希羅、金鎮泰、鄭性模、李東濬         | 金明                   | 李綠營、金鍾善                 | 洪盛原《黎明》         | - 講述朝鮮末期到1919年三一運動之間的史事。 - KBS在此劇之後暫時中斷了大河劇的製作，原計劃在1994年7月播出續集《黃土》，但因節省製作費的問題而告吹。                                                         |
| 16   | 1995年8月5日－ 1995年9月24日    | 金九         | 16   | 金相中、趙祥虔、沈洋弘                 | 李鳳遠、洪承娟、鄭慶雅 | 金忠佶                         | 不適用                 | - 光復50週年紀念大河劇。 - 講述韓國獨立運動家金九的生平。 |
| 17   | 1995年10月28日－ 1996年11月23日 | 燦爛的黎明   | 100  | 李正吉、金甲洙、夏希羅、邊希峰、曹在顯 | 辛奉承                 | 李綠營                         | 不適用                 | - 講述李氏朝鮮時期，興宣大院君開始執政，到明成皇后被殺及大韓帝國宣佈成立期間的史事。 - 雖然電視臺投入大量資源拍攝此劇，但因缺乏史事考證而出現單方面詮釋歷史的情況，收視率僅為10%左右，未達到預期成績。    |
| 18   | 1996年11月24日－ 1998年5月31日  | 龍之淚       | 159  | 金茂生、劉東根、崔明吉、金興基、李珉宇 | 李煥慶                 | 金在衡                         | 朴鐘和《世宗大王》     | - 講述從威化島回軍到李氏朝鮮開國後，太祖李成桂和太宗李芳遠兩位君王一生的史事。 - 雖然改編自《世宗大王》，但劇中世宗大王幾乎沒有出現。 - 共投入160億韓元的製作費，出演人員達7,950人，臨時演員多達5萬多人。 |
| 19   | 1998年6月6日－ 2000年3月26日    | 王與妃       | 186  | 林東真、蔡時那、趙卿煥、崔鍾元、安在模 | 鄭夏淵                 | 金鍾善、金容秀→ 尹容勳、尹昌範 | 不適用                 | - 講述朝鮮文宗至朝鮮中宗反正（1452年－1506年）間，五十餘年間的史事。 - 在劇中，仁粹大妃角色佔比相當重。                                                                                                   |

### 2000年代
| 部次 | 播放日期                       | 劇集名稱     | 集數 | 主演 | 編劇                           | 導演                   | 原作                          | 備註 |
| 20   | 2000年4月1日－ 2002年2月4日    | 太祖王建     | 200  | 崔秀宗、金永哲、徐仁錫 | 李煥慶                         | 金鍾善、姜日洙         | 不適用                        | - 韓國首部講述後三國時代的歷史劇，及史上最長的歷史劇（共200集，每集一小時）。 - 高麗史三部曲的首部大河劇。 - 主角為高麗太祖王建、後百濟建立者甄萱和后高句丽建立者弓裔。 |
| 21   | 2002年3月2日－ 2003年1月24日   | 帝國的早晨   | 94   | 金相中、全惠珍、崔宰誠、洪莉娜、盧永國、金賢珠、金茂生、金興基、潘曉靜、鄭永淑、安海淑、李曉庭、朴珠雅 | 李煥慶                         | 全成洪、李元益、金亨日 | 不適用                        | - 高麗史三部曲的第二部大河劇。 - 延續前作的時代背景及採用同一編劇，講述在高麗初期，太祖逝世以後的惠宗、定宗及光宗時期，王朝初立的混亂及統合故事。 - 因以政治鬥爭為主，戰爭場面較少，令劇情較為平淡，無法繼承前作《太祖王建》的高收視率。 - 平均收視率約20%，從首播收視率為逾30%漸漸下降至惠宗時代的10%左右。 |
| 22   | 2003年2月8日－ 2004年8月15日   | 武人時代     | 158  | 徐仁錫、金興基、李德華、朴埇佑、金甲洙、鄭善敬、金成鈴、金允景、秋相微、林赫、全茂松、鄭永淑、金甫美、金炳世、金圭哲、朴浚圭、金明國、李珉宇、林景玉、李自英、高恩美、崔荷娜、吳秀敏、朴炳善、許真、安海淑、金鍾潔、鄭雲鏞、張東稷、鄭興采、金永基 | 劉東允                         | 申昌碩、尹昌範、金成均 | 不適用                        | - 高麗史三部曲的最後一部大河劇。 - 講述1170年至1219年間（普賢院事件至崔忠獻逝世），高麗中期武臣政權時代由武夫執政近百年的故事。 - 主角為開創武臣政權的李高，到後來接續武人政權的掌權者李義方、鄭仲夫、慶大升、李義旼及崔忠獻。 |
| 23   | 2004年9月4日－ 2005年8月28日   | 不滅的李舜臣 | 104  | 金明民、崔宰誠、李在龍、趙敏基 | 尹善珠、朴英淑、尹英秀、張基昌 | 李成周、金正奎、韓俊瑞 | 金薰《劍之歌》 金琸桓《不滅》 | 講述朝鮮王朝壬辰倭亂時代，民族英雄李舜臣的生平故事。 |
| 24   | 2006年1月7日－ 2006年9月10日   | 首爾 1945    | 71   | 柳秀榮、韓恩貞、金浩鎮、蘇有珍、朴相勉 | 鄭成熙、李韓浩                 | 尹昌範、劉賢基、李正燮 | 不適用                        | - 講述日治時期至韓戰爆發之間的故事，並對親日反民族派人士和共產主義者重新解釋，特別重新詮釋呂運亨的故事。 - 電視劇暗示右翼政治人士參與了暗殺呂運亨的事件，以及設定李承晚與美軍政廳有勾結關係，受到了「對歷史人物的名譽毀損」的批判而被告上法庭，最後被大法院判定無罪。 |
| 25   | 2006年9月16日－ 2007年12月23日 | 大祚榮       | 134  | 崔秀宗、李德華、鄭普碩、朴藝珍、洪洙賢 | 張英哲                         | 尹成植                 | 劉賢鐘《大祚榮》              | - 講述高句麗後期到渤海建國期間的史事，以渤海國開國君主大祚榮為中心。 |
| 26   | 2008年1月5日－ 2008年11月16日  | 大王世宗     | 86   | 金相慶、金永哲、崔明吉、朴尚民、李貞賢、李允智、金甲洙、李天熙 | 尹善珠、金泰熙                 | 金成均、金元錫         | 不適用                        | - 第1至26集於KBS 1TV播映，第27至86集於KBS 2TV播映 - 以朝鮮世宗的生平為中心，講述朝鮮建國初期宮廷內部發生的事件。 - 劇情與講求跟隨現實歷史發展劇情的傳統大河劇不同，此劇嘗試展示歷史人物的另一面貌，包括太宗對朋友使用非敬語的模樣。 - 因涉及韓國偉人中關注度最高的人物，所以劇集面對不少歪曲歷史的批評，特別是加入高麗復興勢力等與實際歷史毫無關係的劇情。 - 按照朝鮮歷史順序，此劇講述時期（世宗時期）之前的大河劇，是1996年的《龍之淚》及2014年的《鄭道傳》，之後的是1998年的《王與妃》。 |
| 27   | 2009年1月3日－ 2009年9月27日   | 千秋太后     | 78   | 蔡時那、金錫勛、崔宰誠、李德華 | 孫永穆、李相民、姜英蘭         | 申昌碩、黃仁赫         | 不適用                        | - 於KBS 2TV播映，講述獻哀王后（千秋太后）的生平。 - 劇情出現歪曲歷史而遭受批評，包括過份美化千秋太后的形象。 |

### 2010年代
| 部次 | 播放日期                      | 劇集名稱   | 集數 | 主演                                                                                                   | 編劇                         | 導演           | 原作                                    | 備註 |
| 28   | 2010年11月6日－ 2011年5月29日 | 近肖古王   | 60   | 甘宇成、金志秀、李鍾原、安在模、李志勳、李世恩                                                         | 鄭成熙、劉松烈               | 尹昌範、金英兆 | 李文烈《大陸的恨》                      | - 三國時代英雄傳第一部，講述百濟第13代王近肖古王的故事。 |
| 29   | 2011年6月4日－ 2012年4月29日  | 廣開土太王 | 92   | 李太坤、金承洙、林湖、朴正哲、吳知恩、李仁譓、金晶和、趙安                                             | 趙明珠、張基昌、崔真英、金珠 | 金鍾善         | 鄭立《廣開土大帝》 刑民禹《太王北伐記》 | - 三國時代英雄傳第二部，講述高句麗復興期好太王高談德的生平。 - 劇集播出期間罕見地中途更換編劇，在第18集時編劇趙明珠由張基昌代替；第69集開始，金珠編劇代替崔振英編劇發展後半部分故事。 |
| 30   | 2012年9月8日－ 2013年6月9日   | 大王之夢   | 70   | 崔秀宗、金庾石、朴柱美、洪銀姬、李宗秀、張東稷、崔哲浩、李英雅                                         | 劉東允、金善德               | 申昌碩、金尚偉 | 不適用                                  | - 三國時代英雄傳第三部，講述新羅第26代真平王、第27代善德女王、第28代真德女王、第29代武烈王與金庾信的故事。 - 此劇的收視率大致維持於10%以下的水平。 |
| 31   | 2014年1月4日－ 2014年6月29日  | 鄭道傳     | 50   | 曹在顯、劉東根、徐仁錫、朴英奎、林湖、安在模                                                           | 鄭賢珉                       | 姜秉澤、李在勳 | 不適用                                  | - 講述鄭道傳在李成桂奪取高麗政權、建立朝鮮王朝的事件中立下了功勳的故事。 - 從此劇開始每週日片尾會播出似日本大河劇的紀行之紀錄片。 - 劇集評價相當高，有「重新復活正統史劇」的好評，以及因劇情發展極快而令劇集沒有出現劇情沉悶的情況；在角色刻劃上，編劇排除絕對的善和絕對的惡，按照人性編寫角色行徑亦獲讚賞。 - 在戰鬥場面上，使用更先進的拍攝技術，包括Steadicam及高空拍攝，而大規模動作場面上的演員及臨時演員則表現出各種特技動作，如荒山大捷及威化島回軍的場面，留下了「韓國史劇中的精彩場面」的評價。（相關場面的片段 （页面存档备份，存于） |
| 32   | 2015年2月14日－ 2015年8月2日  | 懲毖錄     | 50   | 金相中、金太祐、林東真、李在勇、金惠恩、金圭哲、金錫勛、李光起、李政用、南成鎮、崔哲浩、鄭泰祐、盧英學 | 鄭亨洙、鄭智妍               | 金尚偉、金英兆 | 柳成龍《懲毖錄》（史書，非小說）        | - 光復70週年特別企劃劇，講述朝鮮壬辰衛國戰爭時期，想要守護國家和百姓的革新領導人柳成龍在經歷七年壬辰倭亂後，以國政哲學使國家變得強大的故事。 - 劇集開播前由白雲哲編劇執筆，後來希望詮釋正統歷史，不製作虛構歷史劇而改由鄭亨洙、鄭智妍編劇執筆。 - 劇集擺脫過往以壬辰倭亂為題材的史劇，在描寫有關朝廷和朋黨的故事時，區分「善」與「惡」的二分法描寫手法。 |
| 33   | 2016年1月2日－ 2016年3月20日  | 蔣英實     | 24   | 宋一國、金相慶、金永哲、朴宣暎、李志勳                                                                 | 李明熙、馬昌俊               | 金英兆         | 不適用                                  | - 講述朝鮮時代天才科學家蔣英實，差點成為官奴，但充分發揮自己的能力進入宮中，並創造了最高科學技術的生平。 - 由於記敘蔣英實的史料很少，所以在製作時便決定只拍攝24集，劇情發展速度相當快。 - 此劇之後KBS不再恆常製作大河連續劇，被視為「正統史劇」的結束。 |

### 2020年代
| 部次 | 播放日期                       | 劇集名稱     | 集數 | 主演                                                                                                 | 編劇   | 導演           | 原作                               | 備註 |
| 34   | 2021年12月11日－ 2022年5月1日  | 太宗李芳遠   | 32   | 朱相昱、金永哲、朴真熙、芮智媛、芮秀貞、金明水、嚴孝燮、洪景仁、趙順昌                               | 李政宇 | 金亨日、沈在賢 | 不適用                             | - 此劇為KBS大河劇事隔五年後恢復拍攝的首部作品。 - 講述打破了高麗舊秩序，創造朝鮮新秩序的「麗末鮮初」時期（1374年－1418年），李芳遠比任何人都站在朝鮮建國前沿的故事。                                              |
| 35   | 2023年11月11日－ 2024年3月10日 | 高麗契丹戰爭 | 32   | 金桐俊、池承炫、李原種、金俊裴、金赫、李詩雅、李在勇、趙勝延、曹熙奉、周錫泰、河勝理、韓在英、崔秀宗 | 李政宇 | 全雨盛、金漢帥 | 吉承洙《高麗契丹戰記：冬日的甘雨》 | - 由KBS 2TV播出 - 此劇以1010年至1019年間，遼國入侵高麗時期為背景，講述19歲時登上王位的高麗顯宗，在暗殺威脅中登上王位，之後帶領國家在戰爭中大獲全勝的故事。 - 劇集包含首次影像化的龜州大捷，以及姜邯贊將軍的事蹟。 |
| 36   | 2025年下半年                   | 羅唐戰爭錄   |      | |        |                |                                    | 以羅唐戰爭為背景，描述新羅滅亡高句麗、百濟完成統一後，迎來統一新羅時代。 |

## 集數變更
KBS大河劇會因劇集的受歡迎程度而調整集數，因此在中期的大河劇往往會出現因受歡迎或劇情需要，而延長至超出原定集數的狀況。
| 部次 | 播放年度       | 劇集名稱     | 原定集數 | 最終集數 | 加減 | 調動原因 |
| 6    | 1985年         | 清晨         | 80       | 46       | - 34 | 原定製作80集共播放兩年，但因劇集題材在當時涉及敏感的朝鮮共產黨政治史，編劇和導演被中途更換，於1985年末提前結束放映。                  |
| 11   | 1990年         | 黎明的日子   | 50       | 13       | - 37 | 因劇集捲入美化北韓，以及歪曲歷史的嚴重輿論爭議之中，最終在13集被腰斬。                                                                |
| 18   | 1996年－1998年 | 龍之淚       | 100      | 159      | +59  | 因劇集受歡迎，最初決定延長約30集，後來延長至159集。                                                                                   |
| 19   | 1998年－2000年 | 王與妃       | 約160    | 186      | +26  | 原定於1999年12月末終映，後來因後續作品的導演懷疑收賄而被調查，因而延長播映以填補檔期，劇情亦延長至燕山君時期。                        |
| 20   | 2000年－2002年 | 太祖王建     | 100      | 200      | +100 | 最早期的計劃為拍攝一百集，後來因收視率高企及觀眾支持，先後兩度延長至156集及184集。最後以200集終映。                                   |
| 21   | 2002年－2003年 | 帝國的早晨   | 100      | 94       | -6   | 原定預計為100集的作品，但編劇以收視率為由要求提前結束，因此減少到了94集。編劇在放棄此劇後，專心編寫同時播出的另一部史劇《野人時代》。 |
| 22   | 2003年－2004年 | 武人時代     | 150      | 158      | +8   | 因後續作品選角延遲，拍攝日程被推遲而需要延長八集而遷就檔期。                                                                          |
| 23   | 2004年－2005年 | 不滅的李舜臣 | 100      | 104      | +4   | 因劇情尚未完結，以及劇組希望補充李舜臣七大海戰中，三個海戰的鏡頭而延長四集。                                                          |
| 24   | 2006年         | 首爾 1945    | 60       | 71       | +11  | 原定計劃為拍攝100集，於2005年9月首播，但因大河劇時段於當時改播外購劇《成吉思汗》，因而最後縮編至60集。2006年5月，宣布延長10集。       |
| 25   | 2006年－2007年 | 大祚榮       | 100      | 134      | +34  | 初期計劃拍攝100集，後來因描述高句麗復興運動的劇情比原定多，因此延長34集。                                                             |
| 26   | 2008年         | 大王世宗     | 80       | 86       | +6   | 因80集不足以講述全部劇情，加上觀眾對劇集有良好反映，決定延長五集，最終延長六集。                                                      |
| 27   | 2009年         | 千秋太后     | 80       | 78       | - 2  | 原定80集，沒有說明減少集數原因。 |
| 28   | 2010年－2011年 | 近肖古王     | 50       | 60       | +10  | 原定50集，後來考慮延長10集至20集左右，最後考慮後續作品的拍攝日程等而延長10集。                                                        |
| 29   | 2011年－2012年 | 廣開土太王   | 80       | 92       | +12  | 後來因收視率理想有意延長約20集，最終延長至92集。                                                                                      |
| 30   | 2012年－2013年 | 大王之夢     | 80       | 70       | - 10 | 因主演演員頻頻發生意外而中途停播五週，決定按原定日期終映而縮減集數。                                                                  |

## 相關項目
- KBS週末特別計劃連續劇
- MBC週末特別計劃連續劇
- SBS週末特別計劃劇
- JTBC周末特別企劃劇
- MBN周末特別企劃劇
- Channel A周末特別企劃劇